# Blumenstraße 29 (München)

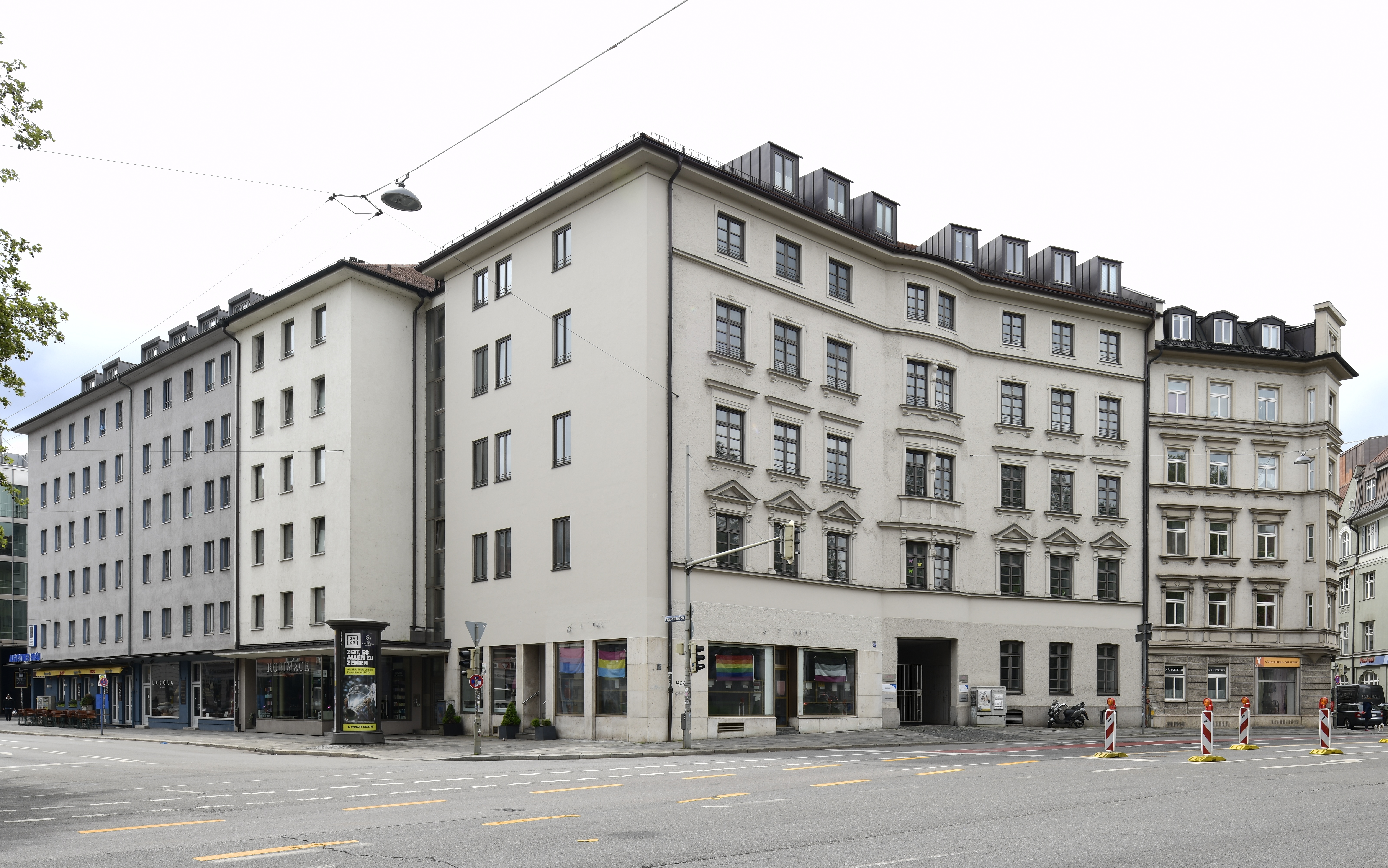
Bildmitte, Gast- und Mietshaus Blumenstraße 29

Das Gebäude in der Blumenstraße 29 in München ist ein Gast- und Mietshaus. Es ist als Baudenkmal in die Bayerische Denkmalliste eingetragen.

## Lage
Das Gebäude liegt an der Blumenstraße im Süden des Angerviertels in der Münchner Altstadt im Stadtbezirk Nr. 1 Altstadt-Lehel am Altstadtring. Es ist das einzige Haus auf der Südseite der Blumenstraße zwischen der Angertorstraße und der Papa-Schmid-Straße, das westlich angrenzende Eckhaus gehört bereits zur Angertorstraße. Das Gelände lag außerhalb der ursprünglichen Stadtmauern vor dem Angertor im Bereich der barocken Wallbefestigung aus dem 17. Jahrhundert und ist daher auch als Bodendenkmal geschützt.

## Geschichte
Auf der Bastion vor dem Angertor ist bereits auf Stadtplänen aus der Mitte des 18. Jahrhunderts eine Gartenanlage in geometrischen Formen zu erkennen. Gegen Ende des 18. Jahrhunderts entstand dort unter Kurfürst Karl Theodor der „Glasgarten“, eine Gastwirtschaft (heute Blumenstraße 29) mit einer parkähnlichen Gartenanlage auf der ehemaligen Bastion.
Brauereibesitzer Mathias Pschorr ließ das Gebäude 1851 aufstocken und Erweiterungsbauten errichten, darunter einen dreigeschossigen, an seiner Schmalseite an der Blumenstraße dreiachsigen Anbau mit zwei übereinander liegenden Sälen links neben dem Hauptgebäude, und mehrere Nebengebäude am Rande der ehemaligen Bastion. 
Der Baumeister und Bauunternehmer Ludwig Deiglmeier erwarb das Gelände gegen Ende des 19. Jahrhunderts. Er ließ das Gebäude 1889 weiter aufstocken und den Flügel rechts der Eingangsachse neu bauen. Außerdem erbaute er rechts daran angrenzend das Eckhaus Angertorstraße 1 (1888–1889) und an dieses angrenzend das Gebäude Angertorstraße 3 (1888–1890).
Von 2004 bis 2014 befand sich in den Gasträumen im Erdgeschoss die Bar „Café am Hochhaus“, die nach Auslaufen des Pachtvertrags im August 2014 schließen musste. Der Gastwirtschaftsbereich sollte, wie das gesamte Gebäude in den Jahren davor, renoviert werden, und eine in Aussicht gestellte Weiternutzung bis zum Beginn der Sanierungsarbeiten wurde schließlich aus Brandschutzgründen verweigert.